# Orlando Lorenzini

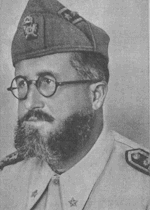
Orlando Lorenzini

Orlando Lorenzini (geboren 3. Mai 1890 in Guardistallo; gestorben 17. März 1941 in Keren) war ein italienischer General.

## Leben
Lorenzini schlug 1910 nach Besuch des Gymnasiums die militärische Laufbahn ein. 1912 wurde er als Sottotenente auf Zeit dem 88. Infanterie-Regiment zugewiesen und im Oktober mit der Brigade Friuli, bestehend aus dem 87. und 88. Infanterie-Regiment, nach Libyen verschifft, um am Libyen-Feldzug des Italienisch-Türkischen Krieges teilzunehmen. 1913 wurde er Berufssoldat. Dem XIV. Eritreischen Askari-Bataillon zugewiesen, folgte im September 1915 seine Beförderung zum Tenente und im Dezember zum Hauptmann.
1917 wurde seiner Anfrage nach Italien zurückkehren zu dürfen stattgegeben. Während des Ersten Weltkrieges konnte er sich als Kommandant einer Maschinengewehrkompanie der Infanterie-Brigade Udine in der Zweiten Piaveschlacht bei den Abwehrkämpfen gegen die angreifenden österreichisch-ungarischen Truppen im Verlauf der Schlacht um den Montello im Juni 1918 auszeichnen. Nach einem kurzen Aufenthalt in Libyen 1919, bei dem er mit zivilen Aufgaben im Militärkommando der Region Homs in Tripolitanien betraut wurde, wurde er dem italienischen Expeditionskorps in Anatolien unterstellt, bei dem er bis 1922 diente.
1922 kehrte er nach Libyen zurück. Bis 1928 befehligte er während der Rückeroberung der Cyrenaika im Zweiten Italienisch-Libyschen Krieg eine Panzerfahrzeugabteilung. Dabei zeichnete er sich bei Kämpfen mehrfach in der Führung seiner Abteilung aus, wofür ihm das Ritterkreuz des Militärordens von Savoyen verliehen wurde. Nach einem Intermezzo in Italien, unter anderem beim 88. Infanterie-Regiment, übernahm er 1930 in der Cyrenaika das Kommando über das XIV. Askari-Bataillon, das mit der Deportation der lokalen Bevölkerung betraut war. Daneben beteiligte er sich aber auch an der Bekämpfung des libyschen Widerstands und an der Jagd nach dem Anführer Omar Mukhtar unter der Oberbefehl von Rodolfo Graziani. Infolge der Eroberung der Kufra-Oasen im Januar 1931 erhielt er den Spitznamen Leone del Sahara (deutsch Löwe der Sahara). Unter seinen Askari ging ihm zudem der Ruhm eines Unsterblichen voraus.
Im Februar 1934 wurde er zum Oberstleutnant befördert und im Oktober in die italienischen Kolonien nach Ostafrika verlegt. In Eritrea war er mit den Angriffsvorbereitungen auf das Kaiserreich Abessinien beschäftigt und es wurde ihm ein aus mehreren Askari-Bataillonen bestehender Verband, die sogenannte Kolonne Dancala, zur Ausbildung unterstellt. Bei Ausbruch des Abessinienkrieges wurde der Verband unter das Kommando von General Oreste Mariotti gestellt, während Lorenzini sich mit zwei Askari-Bataillonen begnügen dürfte. In der Folge beklagte er sich schriftlich beim Oberbefehlshaber der italienische Truppen in Abessinien Emilio De Bono darüber, dass er die ganze Last der Ausbildung und Vorbereitungen hätte tragen müssen, ihm aber das Kommando verwehrt worden war. Nichtsdestotrotz konnte er sich während des Abessinienfeldzuges erneut auszeichnen.

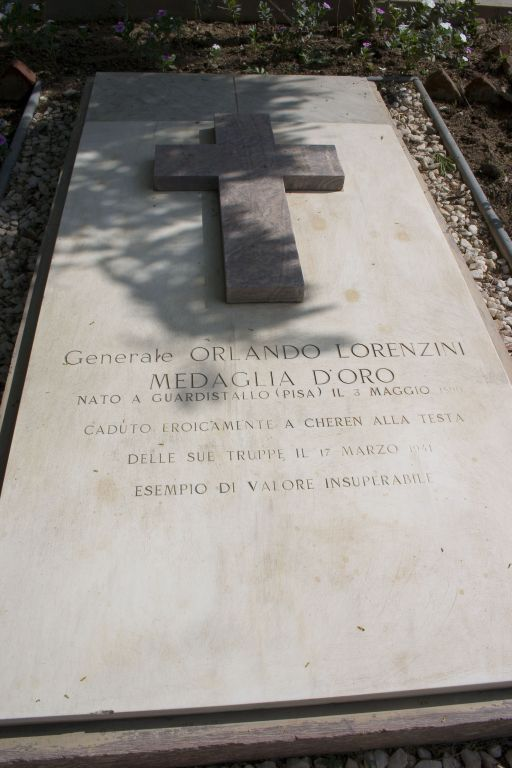
Lorenzinis Grab auf dem italienischen Soldatenfriedhof Keren in Eritrea

Nach der Besetzung Addis Abebas und der Siegeserklärung Benito Mussolinis im Mai 1936 verblieb Lorenzini in Abessinien. In den folgenden Besatzungsjahren war er mit der Niederschlagung des äthiopischen Widerstandes betraut. 1937 wurde ihm das Kommando über die XI. Kolonial-Brigade anvertraut und Mai 1938 wurde er zum Oberst befördert. Anfang April 1939 übernahm er vom militärischen Oberbefehlshaber in Italienisch-Ostafrika, General Ugo Cavallero, die Leitung der gegen die Guerilla gerichteten Aktionen in der Region Ancoberino in der Provinz Shewa, mit der Aufgabe die „Rebellen“ auszumachen und zu „vernichten“.
Dieser Direktive folgend griff er mit aller Härte gegen den äthiopischen Widerstand durch, wobei keine Rücksicht auf die Zivilbevölkerung genommen wurde. Als Ergebnis dieser Politik kam es zwischen dem 9. und 11. April 1939 zum Massaker von Zeret. Am 15. April meldete er Cavallero, dass bei der Aktion 924 „Banditen“ getötet worden seien. Nach äthiopischen Schätzungen fielen dem Massaker aber über 5500 Menschen, darunter Frauen und Kinder, durch den Einsatz von Giftgas und durch Massenerschießungen zum Opfer.
Ende März 1940 gelang es Lorenzini den Anführer der Widerstandsbewegung in der Provinz Shewa Ras Abebe Aragai mit seinen Truppen zu stellen. Zwar konnte sich Aragai einem Zugriff entziehen, aber ein Teil seines Gefolges, darunter seine Familie wurden gefangen genommen. Nach dem italienischen Kriegseintritt in den Zweiten Weltkrieg im Juni 1940 wurde ihm das Kommando über die II. Kolonial-Brigade übergeben. Mit dieser nahm er während des Ostafrikafeldzuges ab dem 3. August 1940 an der Eroberung von Britisch-Somaliland teil.
Nach Beginn der britischen Offensive gegen Italienisch-Ostafrika am 19. Januar 1941 übernahm er am 26. Januar das Kommando der 4. italienischen Division in Eritrea. Zugleich wurde er mit der Verteidigung der Stadt Agordat betraut, die britische Verbände am gleichen Tag erreichten. Der artilleristischen Überlegenheit und der fast uneingeschränkten Lufthoheit der Angreifer hatte Lorenzini auf nur unzureichend ausgebauten Verteidigungsstellungen wenig entgegenzusetzen. Nachdem die von General Noel Beresford-Peirse befehligten Truppen am Morgen des 31. Januar zum Generalangriff auf die italienischen Linien schritten, sah sich Lorenzini gezwungen den Rückzug anzuordnen.
Orlando Lorenzini fiel, von einem Granatsplitter tödlich getroffen, am 17. März 1941 in der Schlacht von Keren, als er seine Askari-Truppen zu einem Gegenangriff sammelte. Wenige Wochen zuvor war er zum Brigadegeneral befördert worden. Posthum wurde er mit der Goldenen Tapferkeitsmedaille ausgezeichnet. Er fand seine letzte Ruhestätte auf dem italienischen Soldatenfriedhof Keren, wohin er 1994 umgebettet wurde, nachdem er zunächst auf dem italienischen Soldatenfriedhof in Asmara beigesetzt worden war.
In Pisa ist eine Grundschule und eine Straße nach ihm benannt.